# Anoplophora amoena
Anoplophora amoena es una especie de escarabajo longicornio del género Anoplophora, subfamilia Lamiinae. Fue descrita científicamente por Jordan en 1895.
Se distribuye por Indonesia (Borneo, Java, Sumatra). Mide 33-42 milímetros de longitud. El período de vuelo de esta especie ocurre en los meses de febrero, marzo, abril, mayo, junio y julio.